# Diospilus spartiellae
Diospilus spartiellae är en stekelart som först beskrevs av Camillo Rondani 1877.  Diospilus spartiellae ingår i släktet Diospilus och familjen bracksteklar. Inga underarter finns listade i Catalogue of Life.